# Gemma Ferruggia
Gemma Ferruggia (Livorno, 8 dicembre 1867 – Milano, 15 dicembre 1930) è stata una scrittrice e drammaturga italiana.

## Biografia
Figlia di un barone palermitano, si diplomò all'Accademia scientifico-letteraria di Milano. Scrisse la prima novella nel 1887, e pubblicò il primo romanzo, Verso il nulla, nel 1890. Lo stesso anno conobbe Eleonora Duse, con cui intrecciò un'intensa amicizia che durò 35 anni e che divenne oggetto di svariati suoi scritti.
Tra le sue opere più note vi furono il romanzo Follie muliebri, anche tradotto in inglese, e Nostra Signora del mar dolce, ispirato da un suo viaggio in Brasile. Ebbe un'intensa attività di conferenziera, e scrisse anche articoli per riviste (tra cui una rubrica fissa per il quindicinale Io Donna) ed alcune opere teatrali. Tra le maggiori interpreti delle sue opere si ricorda l'attrice francese Aimée-Olympe Desclée.
Negli anni '10 si avvicinò a posizioni nazionaliste, e durante la prima guerra mondiale collaborò con il giornale Il fronte interno come corrispondente di guerra.  Ebbe posizioni critiche verso i movimenti femministi, sostenendo tuttavia l'emancipazione femminile, che vedeva come frutto di un percorso squisitamente personale.